# ريتشارد إتش سولومون
ريتشارد إتش سولومون (بالإنجليزية: Richard Harvey Solomon) هو دبلوماسي أمريكي، ولد في 19 يونيو 1937 في فيلادلفيا في الولايات المتحدة، وتوفي في 13 مارس 2017 في بيثيسدا في الولايات المتحدة.

## وصلات خارجية
- ريتشارد إتش سولومون على موقع إن إن دي بي (الإنجليزية)